# Instituto de Estudios Humanísticos Miquel Coll Alentorn
El Instituto de Estudios Humanísticos Miquel Coll Alentorn (INEHCA) fue creado por Unión Democrática de Cataluña como una fundación privada sin ánimo de lucro, dedicada a difundir los valores democráticos de la tradición humanística cristiana. INEHCA elabora sus proyectos desde una visión amplia del pensamiento demócrata cristiano, con un interés especial en la sociedad y la nacionalidad catalanas.
Entre las actividades anuales de INEHCA destacan la publicación de la revista Diàlegs, la Escuela de Verano Manuel Carrasco Formiguera, que organiza conjuntamente con Unión Democrática de Cataluña, además de la celebración de seminarios, mesas redondas, conferencias, y la edición de monografías de temas diversos. En 2006, coincidiendo con el 75 aniversario de la fundación de Unión Democrática de Cataluña, el Instituto inició un programa propio de proyectos de recuperación de la memoria histórica.

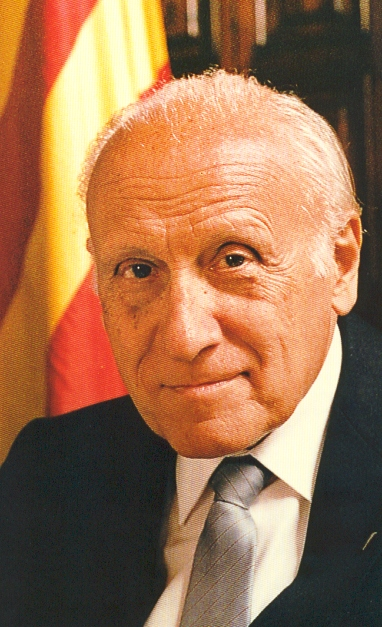
Miquel Coll Alentorn.

El primer presidente de INEHCA fue Josep Antoni Duran Lleida, y entre 1996 y 2007 lo fue el doctor Josep M. Coll Alemany, hijo de Miquel Coll Alentorn, siendo Carmen Dropez Ballarín vicepresidenta ejecutiva (de 1993 a 2007) e Ignasi Farreres Bochaca vicepresidente. El presidente actual es Llibert Cuatrecasas Membrado, dirigente histórico de Unión Democrática de Cataluña.

## Publicaciones

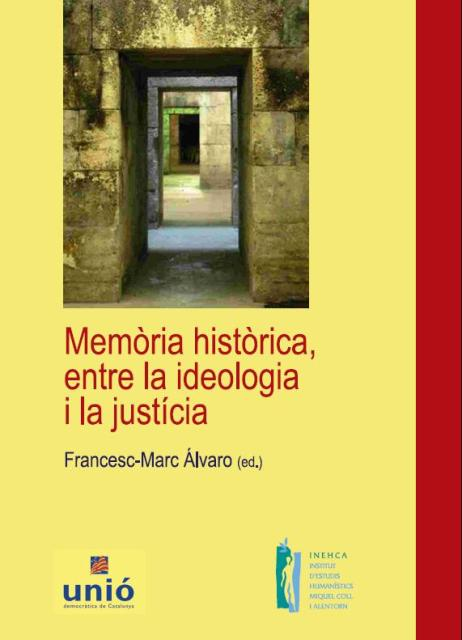
Memòria Històrica, entre la ideologia i la justícia, Barcelona, 2008 (ediciones en catalán y castellano).
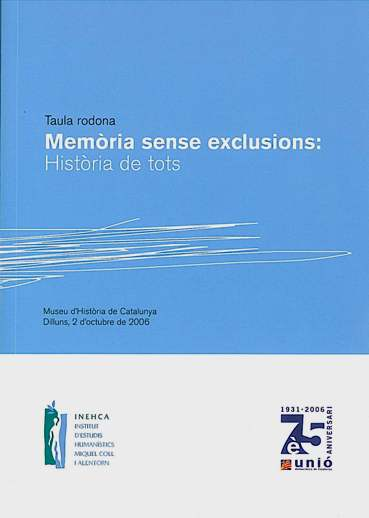
Memòria sense exclusions:Història de tots, Barcelona, 2007.
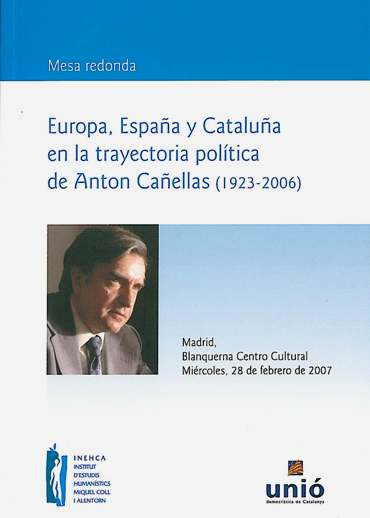
Europa, España y Cataluña en la trayectoria política de Anton Cañellas (1923-2006), Barcelona, 2007.
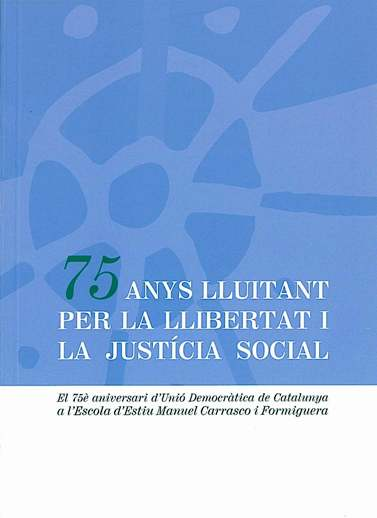
75 anys lluitant per la Llibertat i la Justícia Social, Barcelona, 2006.
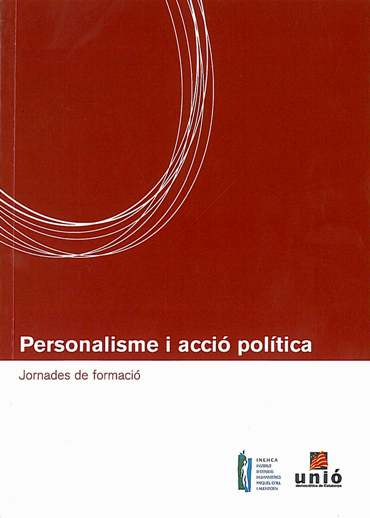
Personalisme i acció política, Barcelona, 2006.
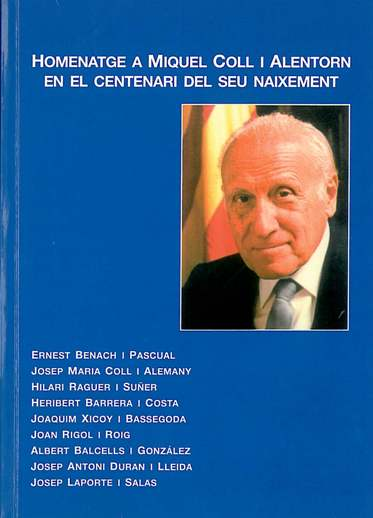
Homenatge a Miquel Coll i Alentorn en el centenari del seu naixement, Barcelona, 2005.
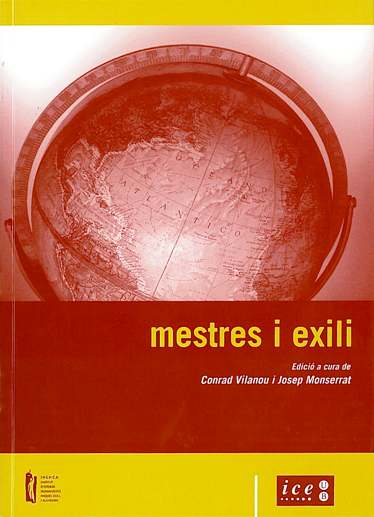
Mestres i exili, Barcelona, 2003.
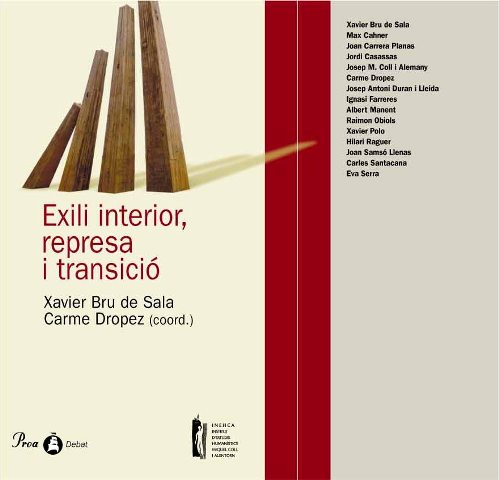
Exili interior, represa i transició, Barcelona, 2003.
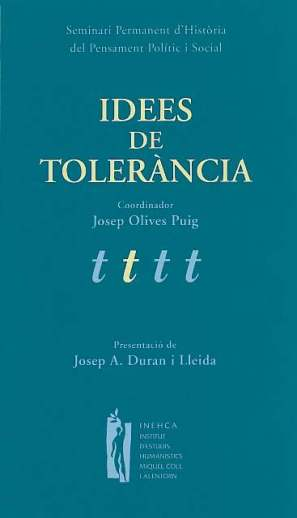
Idees de Tolerància, Barcelona, 1995.
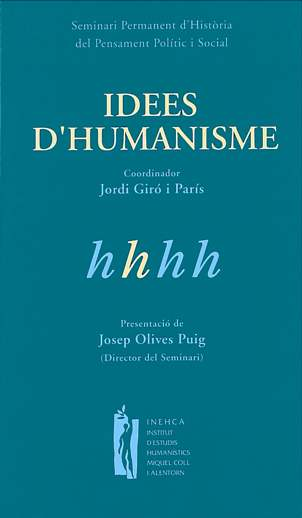
Idees d'Humanisme, Barcelona, 1998.
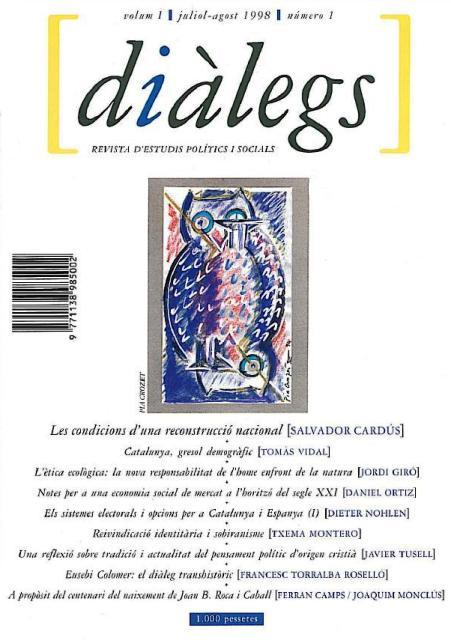
Primer número de la revista Diàlegs (1998).

- Datos: Q11683292